# Parafia św. Rafała Kalinowskiego w Szczepańcowej
Parafia św. Rafała Kalinowskiego w Szczepańcowej − parafia rzymskokatolicka, znajdująca się w archidiecezji przemyskiej, w dekanacie Krosno III.

## Historia
W 1982 roku w Szczepańcowej rozpoczęto budowę murowanego kościoła filialnego, według projektu arch. inż. Janusza Hanusa i K. Karpa. 21 sierpnia 1983 roku poświęcono kamień węgielny, a 15 września 1985 roku bp Ignacy Tokarczuk poświęcił kościół pw. św. Rafała Kalinowskiego.  
7 listopada 1997 roku dekretem abpa Józefa Michalika została erygowana parafia w Szczepańcowej, z wydzielonego terytorium parafii Zręcin. W latach 1998–1999 zbudowano plebanię.
Na terenie parafii jest 1128 wiernych.
Proboszczowie parafii:
1997–2013. ks. Marian Ruszała.
2013–2018. ks. Mirosław Grendus.
2018– nadal ks. Jacek Rosół.